# 乔治·奥戴
乔治·奥戴（英語：George O'Day，1923年5月19日—1987年7月26日），美国前男子帆船运动员。他曾代表美国参加1960年夏季奥林匹克运动会帆船比赛，联同詹姆斯·亨特和戴维·史密斯获得一枚金牌。